# Alternaria macrospora
Alternaria macrospora är en svampart som beskrevs av Zimm. 1904. Alternaria macrospora ingår i släktet Alternaria och familjen Pleosporaceae.   Inga underarter finns listade i Catalogue of Life.